# ستراهينيا ميلوسيفيتش
ستراهينيا ميلوسيفيتش (بالصربية: Страхиња Милошевић) مواليد 25 سبتمبر 1985 في نوفي ساد، جمهورية صربيا الاشتراكية، جمهورية يوغوسلافيا الاشتراكية الاتحادية، هو لاعب كرة سلة صربي. بدأ مسيرته الاحترافية في سنة 2002. يلعب في الدوري الإسباني لكرة السلة. يحمل الرقم 18. حقق المركز الأول في الألعاب الجامعية الصيفية 2009.

## المسيرة الاحترافية
لعب مع نادي بارتيزان لكرة السلة من سنة 2007 إلى 2010، ثم لعب مع نادي ريد ستار لكرة السلة في موسم 2010–2011، ثم لعب مع نادي بودوشنوست لكرة السلة في موسم 2012–2013، ثم لعب مع نادي سولنوكي أولاي لكرة السلة من سنة 2013 إلى 2016، ثم لعب مع نادي إشبيلية لكرة السلة في الدوري الإسباني في سنة 2016.

## الميداليات
| الميدالية | المسابقة                      |
| --------- | ----------------------------- |
| ذهبية     | الألعاب الجامعية الصيفية 2009 |
| فضية      | الألعاب الجامعية الصيفية 2007 |
| برونزية   | الألعاب الجامعية الصيفية 2005 |

## روابط خارجية
- ستراهينيا ميلوسيفيتش على موقع الدوري الأوروبي لكرة السلة (الإنجليزية)
- ستراهينيا ميلوسيفيتش على موقع الدوري الإسباني لكرة السلة (الإسبانية)
- ستراهينيا ميلوسيفيتش على موقع كرة السلة الأوروبية.كوم (الإنجليزية)
- ستراهينيا ميلوسيفيتش على موقع ريلجم (الإنجليزية)
- ستراهينيا ميلوسيفيتش على موقع بروبوليرز (الإنجليزية)
- ستراهينيا ميلوسيفيتش على موقع سبورتس رفرنس (الإنجليزية)